# Plantago correae
Plantago correae är en grobladsväxtart som beskrevs av K. Rahn. Plantago correae ingår i släktet kämpar, och familjen grobladsväxter. Inga underarter finns listade i Catalogue of Life.